# Le montagne (Ci amiamo troppo)/Vivere non vivere
Le montagne (Ci amiamo troppo)/Vivere non vivere, pubblicato nel 1967, è un 45 giri della cantante italiana Iva Zanicchi.

## Tracce
Lato A
- Le montagne (Ci amiamo troppo) (River deep - mountain high) - (Cassia - Spector - Barry Greenwich)

Lato B
- Vivere non vivere - (Califano - Nisa - Pattacini)